# 世華銀行運鈔車搶案
世華銀行運鈔車搶案是指1982年世華銀行運鈔車遭搶1400萬元的案子。

## 事件內容
1982年12月7日，世華銀行運鈔車連同車內新台幣1400萬元現金被劫走。
1983年5月19日，嫌疑犯游榮佳、陳坤火被逮捕。
由於結夥搶劫在戒嚴時期為唯一死刑，游榮佳及陳坤火於1983年7月29日與兩年前於台中縣沙鹿鎮犯下合作金庫運鈔車搶案的蘇俊模等六人同時執行槍決，這也創下台灣司法史上同時同地槍決死刑犯的人數記錄。
而游榮佳非常湊巧的正是蘇俊模的舅父，他犯案用的長槍與蘇俊模是同一把，正是由當時越獄在外逃亡的蘇俊模所提供。